# Josef Souček
Josef Souček (10. října 1864 Jestřabí Lhota – 7. června 1938 Praha) byl český evangelický teolog, duchovní, jeden ze spoluzakladatelů a v letech 1918–1938 první synodní senior Českobratrské církve evangelické.

## Život
Po absolvování teologických studií v zahraničí (Vídeň, Německo, Skotsko) působil jako vikář v reformovaných sborech Velim (1889–1891), Německé (od roku 1948 Sněžné) pro Daňkovice (1891–1895), Praha-Nové Město (Kliment, 1895–1897), od 11. listopadu 1897 do 31. prosince 1932 farář tamtéž, byl také seniorem pražského obvodu.
Kromě plnění svých pastoračních povinností se s plným osobním nasazením zúčastnil procesů směřujících k sjednocení českých, moravských a slezských evangelíků. Již 28. listopadu 1903 předsedal v pražském Národním domě na Vinohradech Prvnímu sjezdu českých evangelíků z Čech a Moravy, který mj. dal podnět k založení první ekumenické organizace na našem území – Kostnické jednoty. V dalších letech se klimentský sbor stal jedním z ideových a organizačních center řady akcí, které vedly po vzniku samostatného československého státu ke spojení helvetských (reformovaných) a augsburských (luterských) farních sborů do nového církevního společenství – Evangelické církve bratrské, od roku 1919 Českobratrské církve evangelické. Do jejího čela generální sněm (synod), konaný ve dnech 17. – 18. prosince 1918 v Praze, zvolil Josefa Součka, který jako synodní senior v letech 1918–1932 souběžně působil také ve funkci faráře klimentského sboru v Praze 1, následně od 1. ledna 1933 až do své smrti (7. června 1938) zastával pozici synodního seniora bez dalších služebních závazků.
Patřil k váženým a uznávaným představitelům ČCE, pod jeho vedením došlo k poměrně rychlé organizační konsolidaci života ve stávajících a nově zakládaných sborech, seniorátech i na celocírkevní úrovni, výstavbě a rekonstrukcím bohoslužebných a farních budov, nárůstu počtu kazatelů a jejich hmotného zabezpečení. K významným událostem této doby patřily zejména vznik Husovy československé evangelické fakulty bohoslovecké (8. dubna 1919), první státní autonomní vysoké školy pro přípravu protestantských duchovních na našem území, vybudování materiální i personální základny pro sociální práci církve a ucelené struktury tiskové a vydavatelské činnosti ČCE, soustředěné od roku 1920 zvláště v Nakladatelské akciové společnosti Kalich. Za jeho vedení se v letech 1921–1935 konalo sedm synodů, předsedal Svazu evangelických církví v ČSR (byl založen ve dnech 5. – 7. července 1928 v Bratislavě), publikoval řadu statí a článků k vnitrocírkevním i společenským událostem v periodických tiskovinách církve a udržoval rozsáhlé ekumenické kontakty s evropským i světovým protestantismem.
Jeho záslužná domácí i zahraniční činnost byla oceněna udělením čestných doktorátů teologie pražskou Husovou československou evangelickou fakultou bohosloveckou (1927) a teologickou fakultou University of St Andrews (1933).